# 俄罗斯去共产主义化

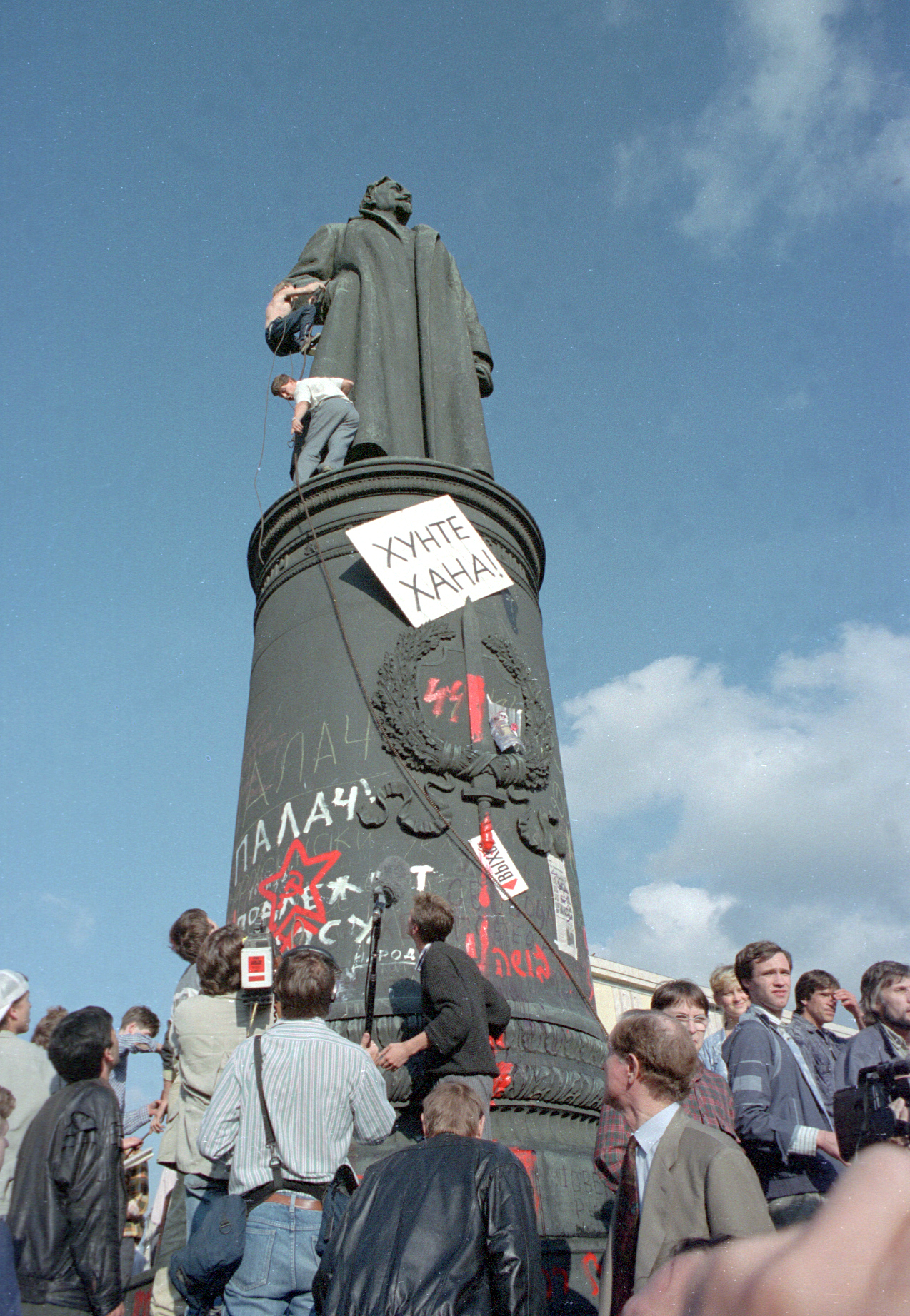
被拆除前的捷尔任斯基纪念碑，莫斯科，1991年8月22日。其基座被民众涂上纳粹党卫队的闪电状“SS”标志，还被写上“刽子手”，“鞑虏军头”等字样。

俄罗斯的去共产主义化是指苏联解体和俄罗斯联邦成立开始所进行的一系列去共产主义化措施。
俄罗斯联邦值得注意的反共措施包括禁止苏联共产党活动，将一些俄罗斯城市的名称去苏联化（例如列宁格勒改为圣彼得堡，斯维尔德洛夫斯克改为叶卡捷琳堡，高尔基改为下诺夫哥罗德），拆除苏联时期的象征物和雕像等等。

## 禁共令
八一九事件后，俄罗斯总统叶利钦于11月6日宣布终止苏共及其下属组织——俄罗斯苏维埃联邦社会主义共和国共产党的活动。。先前，叶利钦已颁令没收苏共财产。

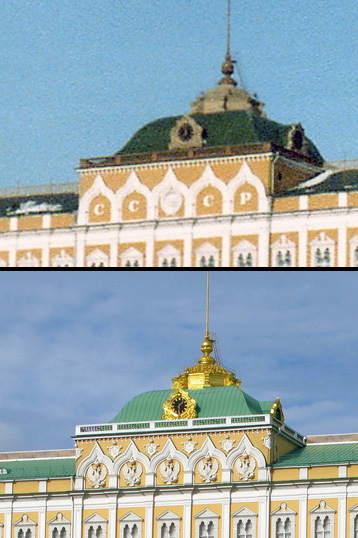
1991年苏联解体后，大克里姆林宫的立面恢复了原来的形式。苏联国徽和构成苏联缩写（CCCP）的嵌入式字母都被删除了，取而代之的是五只俄罗斯双头鹰。俄罗斯帝国各领土的徽章又进行了修复，在双头鹰上方。

## 共产主义象征物回潮
在普京统治期间，对共产主义的态度是矛盾的。一方面普京政权秉承反共立场，例如在2022年俄罗斯侵略乌克兰前发表的电视讲话等场合多次负面评价苏共，声称要（以其随后发动的军事入侵）“让乌克兰见识下什么是真正的去共化”；而另一方面，又在许多场合继续使用苏共象征物。
值得注意的是，一些使用过去共产主义象征物的团体，未必奉行共产主义意识形态。例如由新纳粹分子迪米特里·罗戈津等人创办的全俄政党“祖国”，使用了例如红五星在内的大量共产主义象征物，但实则是一个极右翼的极端民族主义政党。而和亚历山大·杜金密切相关的国家布尔什维克党则采用了糅合德国纳粹党，苏联共产党以及俄罗斯帝国双头鹰等象征物的党旗和党徽。